# Maneki-neko
Maneki-neko (japanski: kanji: 招き猫, hiragana: まねきねこ, što u doslovnom prijevodu na hrvatski znači "mačka koja zove") je uobičajena japanska figurica (srećonoša, talisman) za koju se vjeruje da vlasniku donosi sreću. Obično se izrađuju od keramike ili plastike. Figurica prikazuje mačku (pasmine japanska kratkorepa mačka, ジャパニーズボブテイル, u trima bojama mike-neko, 三毛猫) s uspravnom šapom koja zove, te se obično postavlja na ulaze prodavaonica, restorana i drugih poslovnica.

## Vanjske poveznice
|  | Zajednički poslužitelj ima još gradiva o temi Maneki-neko |